# Boussières
Boussières est une commune française située dans le département du Doubs, la région culturelle et historique de Franche-Comté et la région administrative Bourgogne-Franche-Comté.
Ses habitants s'appellent les Boussiérois et Boussiéroises.

## Géographie
Le climat est de type océanique, avec une forte influence continentale. Voir : Climat du Doubs.

### Transport
La commune est desservie par les lignes  54  55  du réseau de transport en commun Ginko.

### Climat
Pour des articles plus généraux, voir Climat de la Bourgogne-Franche-Comté et Climat du Doubs.
En 2010, le climat de la commune est de type climat de montagne, selon une étude du Centre national de la recherche scientifique s'appuyant sur une série de données couvrant la période 1971-2000. En 2020, Météo-France publie une typologie des climats de la France métropolitaine dans laquelle la commune est exposée à un climat semi-continental et est dans la région climatique  Jura, caractérisée par une forte pluviométrie en toutes saisons (1 000 à 1 500 mm/an), des hivers rigoureux et un ensoleillement médiocre. 
Pour la période 1971-2000, la température annuelle moyenne est de 10,6 °C, avec une amplitude thermique annuelle de 17,3 °C. Le cumul annuel moyen de précipitations est de 1 191 mm, avec 13,4 jours de précipitations en janvier et 9,4 jours en juillet. Pour la période 1991-2020, la température moyenne annuelle observée sur la station météorologique de Météo-France la plus proche, « Dannemarie-sur-Crète », sur la commune de Dannemarie-sur-Crète à 6 km à vol d'oiseau, est de 11,3 °C et le cumul annuel moyen de précipitations est de 1 066,6 mm. 
La température maximale relevée sur cette station est de 39,9 °C, atteinte le 25 juillet 2019 ; la température minimale est de −22 °C, atteinte le 9 janvier 1985,,. 
Les paramètres climatiques de la commune ont été estimés pour le milieu du siècle (2041-2070) selon différents scénarios d'émission de gaz à effet de serre à partir des nouvelles projections climatiques de référence DRIAS-2020. Ils sont consultables sur un site dédié publié par Météo-France en novembre 2022.

## Urbanisme

### Typologie
Au 1er janvier 2024, Boussières est catégorisée petite ville, selon la nouvelle grille communale de densité à 7 niveaux définie par l'Insee en 2022.
Elle est située hors unité urbaine. Par ailleurs la commune fait partie de l'aire d'attraction de Besançon, dont elle est une commune de la couronne,. Cette aire, qui regroupe 310 communes, est catégorisée dans les aires de 200 000 à moins de 700 000 habitants,.

### Occupation des sols
L'occupation des sols de la commune, telle qu'elle ressort de la base de données européenne d’occupation biophysique des sols Corine Land Cover (CLC), est marquée par l'importance des forêts et milieux semi-naturels (44,5 % en 2018), une proportion sensiblement équivalente à celle de 1990 (45 %). La répartition détaillée en 2018 est la suivante : forêts (44,5 %), zones agricoles hétérogènes (24,5 %), zones urbanisées (12,3 %), prairies (11,1 %), cultures permanentes (4,5 %), eaux continentales (3,1 %). L'évolution de l’occupation des sols de la commune et de ses infrastructures peut être observée sur les différentes représentations cartographiques du territoire : la carte de Cassini (XVIIIe siècle), la carte d'état-major (1820-1866) et les cartes ou photos aériennes de l'IGN pour la période actuelle (1950 à aujourd'hui).

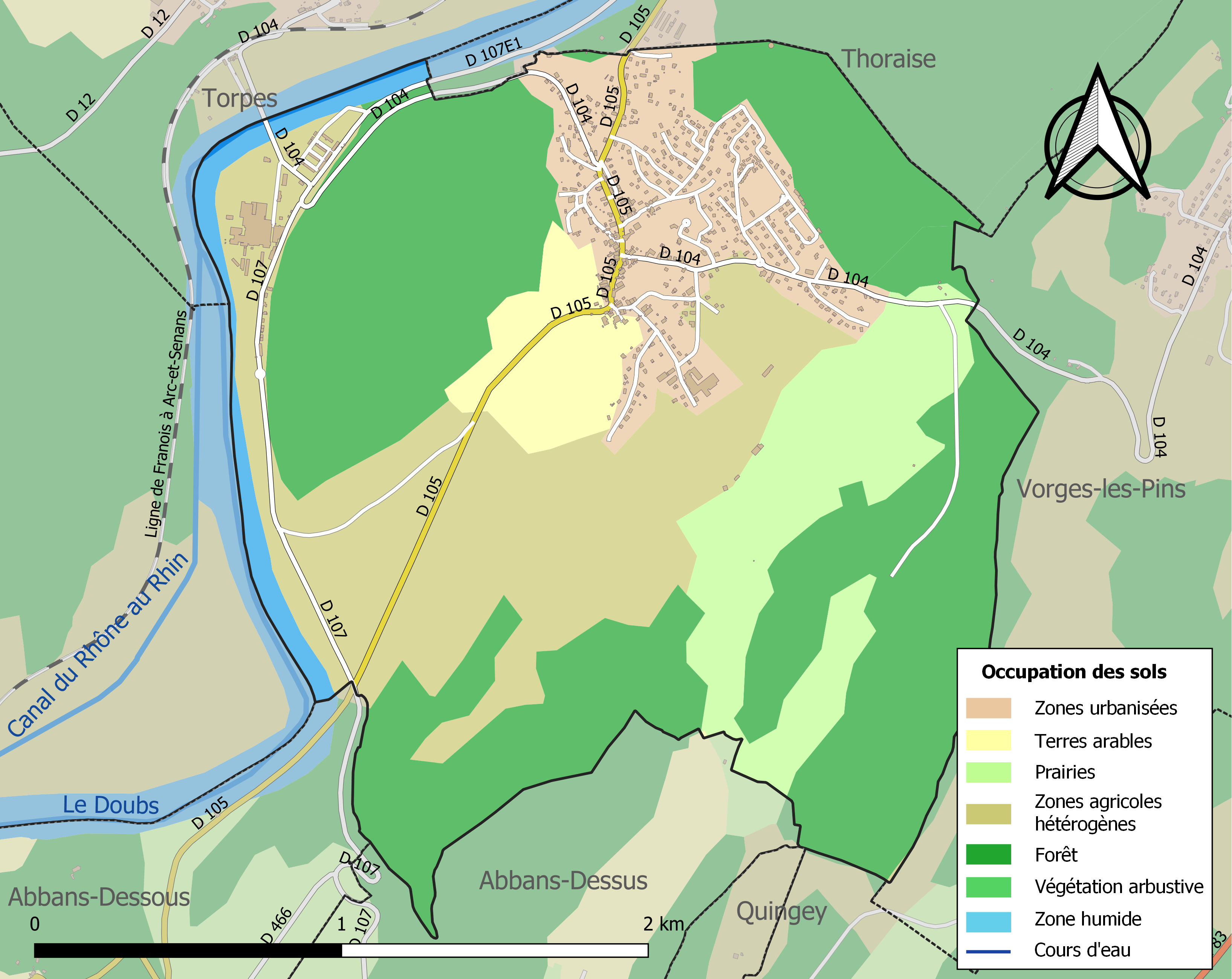
Carte des infrastructures et de l'occupation des sols de la commune en 2018 (CLC).

## Toponymie
Boissières en 1092 ; Boyssières en 1101 ; Bosserio en 1182 ; Boxeriis en 1190 ; Bosceres en 1240 ; Boussières depuis 1416.
Boussières est située à quinze kilomètres au sud-ouest de Besançon et bordée par le Doubs.
Il est probable que l'étymologie de son nom est latine et qu'il aurait pour sens : « lieu planté de buis et de broussailles ».

## Histoire
On est à peu près sûr que le site de Boussières a été occupé par l'homme dès la période mérovingienne. C'est au XIe siècle qu'on voit trace écrite de la cité pour la première fois. Elle était à l'époque la propriété de la Seigneurie d'Abbans, mais les Seigneurs de Thoraise et de Chalon-Arlay y avaient aussi des biens.
Jeanne d'Abbans, en l'an 1290, vendit la Seigneurie d'Abbans à Jean Ier de Chalon-Arlay. Boussières en faisait partie.
Les écrits qu'on retrouve font mention d'un incendie qui détruisit presque totalement le village en 1548.
C'est en 1801 que Boussières devint chef-lieu de canton.

### Église Saint-Étienne ou Saint-Pierre
L'édifice originel est mentionné en 1092. Il ne subsiste de l'époque, que le clocher, rare trace d'art roman en Franche-Comté. Cette église est l'un des seuls bâtiments à ne pas avoir été détruit en 1548, lors d'un incendie qui  ravagea le village.
L'avant-porche voûté est plus récent (1574) ; il fait suite à un souhait de Jean d'Orchamps curé de l'époque. Il est couvert de lauze et a été restauré à la fin du XXe siècle. Le clocher atteint 32 mètres de hauteur  et a ses faces décorées de bandes lombardes. Il a été couvert d'un dôme à l'impériale en 1829 et héberge 2 cloches.
À l'intérieur se trouvent des fonts baptismaux en bois sculpté du début XIIIe siècle.

## Politique et administration
Boussières était un chef-lieu de canton jusqu'à son rattachement au nouveau Canton de Besançon-6.
| Période                                  | Période  | Identité         | Étiquette | Qualité                                       |
| ---------------------------------------- | -------- | ---------------- | --------- | --------------------------------------------- |
| 1873                                     | 1884     | Émile Retrouvey  |           |                                               |
| 1884                                     | 1896     | Célestin Poulet  |           |                                               |
| 1896                                     | 1898     | Joseph Retrouvey |           |                                               |
| 1898                                     | 1903     | Célestin Poulet  |           |                                               |
| 1903                                     | 1912     | Jean Zuber       |           |                                               |
| 1919                                     | 1941     | Ernest Zuber     |           | Décédé en fonction                            |
| 1941                                     | 1953     | Maurice Mille    |           | Désigné par le préfet pour son premier mandat |
| 1965                                     | 1977     | Jean Canal       |           |                                               |
| 1977                                     | 2008     | Michel Poulet    | DVD       | Responsable commercial                        |
| 2008                                     | mai 2020 | Bertrand Astric  | SE        | Ingénieur informaticien                       |
| mai 2020                                 | En cours | Hélène Astric    |           | Professeure                                   |
| Les données manquantes sont à compléter. |          |                  |           |                                               |

## Démographie
L'évolution du nombre d'habitants est connue à travers les recensements de la population effectués dans la commune depuis 1793. Pour les communes de moins de 10 000 habitants, une enquête de recensement portant sur toute la population est réalisée tous les cinq ans, les populations de référence des années intermédiaires étant quant à elles estimées par interpolation ou extrapolation. Pour la commune, le premier recensement exhaustif entrant dans le cadre du nouveau dispositif a été réalisé en 2004.

En 2022, la commune comptait 1 200 habitants, en évolution de +8,89 % par rapport à 2016 (Doubs : +1,88 %, France hors Mayotte : +2,11 %).
| 1793 | 1800 | 1806 | 1821 | 1831 | 1836 | 1841 | 1846 | 1851 |
| ---- | ---- | ---- | ---- | ---- | ---- | ---- | ---- | ---- |
| 290  | 327  | 324  | 311  | 302  | 302  | 295  | 271  | 263  |

| 1856 | 1861 | 1866 | 1872 | 1876 | 1881 | 1886 | 1891 | 1896 |
| ---- | ---- | ---- | ---- | ---- | ---- | ---- | ---- | ---- |
| 260  | 254  | 235  | 222  | 228  | 500  | 533  | 524  | 528  |

| 1901 | 1906 | 1911 | 1921 | 1926 | 1931 | 1936 | 1946 | 1954 |
| ---- | ---- | ---- | ---- | ---- | ---- | ---- | ---- | ---- |
| 526  | 575  | 609  | 536  | 551  | 519  | 555  | 510  | 530  |

| 1962 | 1968 | 1975 | 1982 | 1990 | 1999 | 2004  | 2006  | 2009  |
| ---- | ---- | ---- | ---- | ---- | ---- | ----- | ----- | ----- |
| 505  | 531  | 697  | 762  | 837  | 929  | 1 040 | 1 052 | 1 083 |

| 2014  | 2019  | 2022  | - | - | - | - | - | - |
| ----- | ----- | ----- | - | - | - | - | - | - |
| 1 092 | 1 166 | 1 200 | - | - | - | - | - | - |

## Lieux et monuments
- L'église Saint-Étienne dont le clocher et le porche sont classés aux Monuments historiques depuis 1913.
- L' usine de papeterie Zuber Rieder et Cie, actuellement Papeterie Zuber Rieder et centrale hydroélectrique[21].

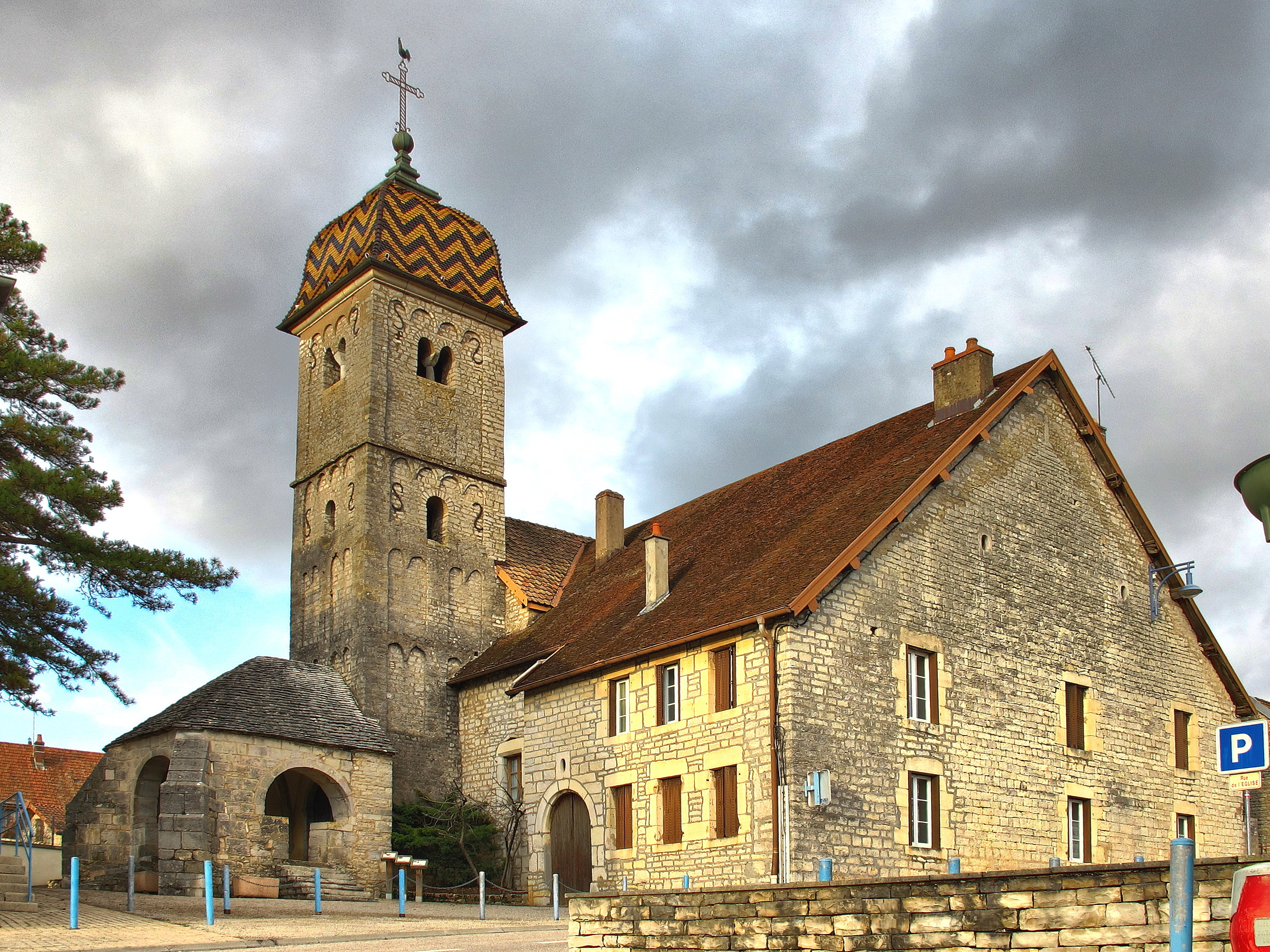
L'église et le presbytère.
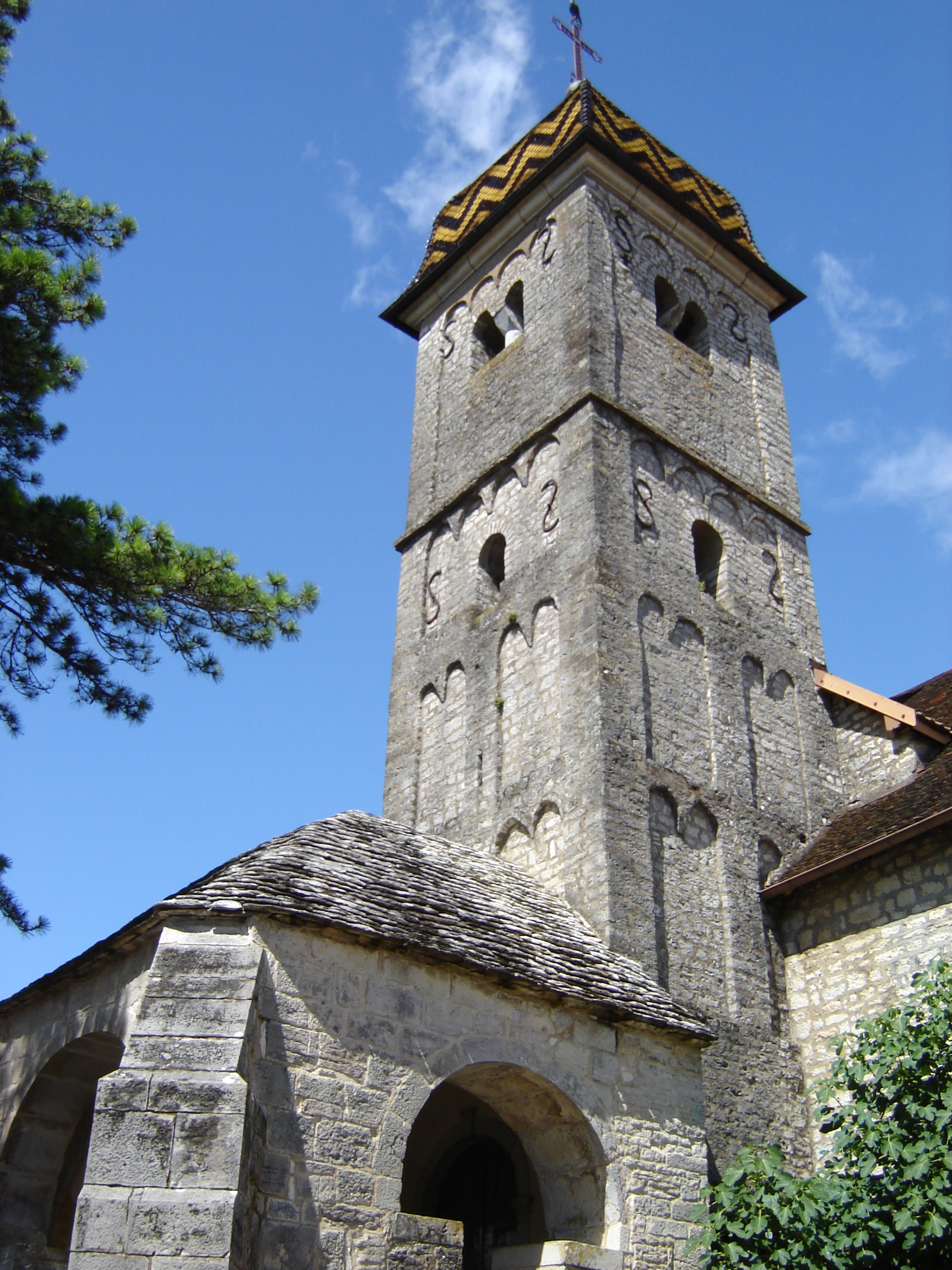
Le clocher (XIe siècle) de l'église Saint-Étienne.
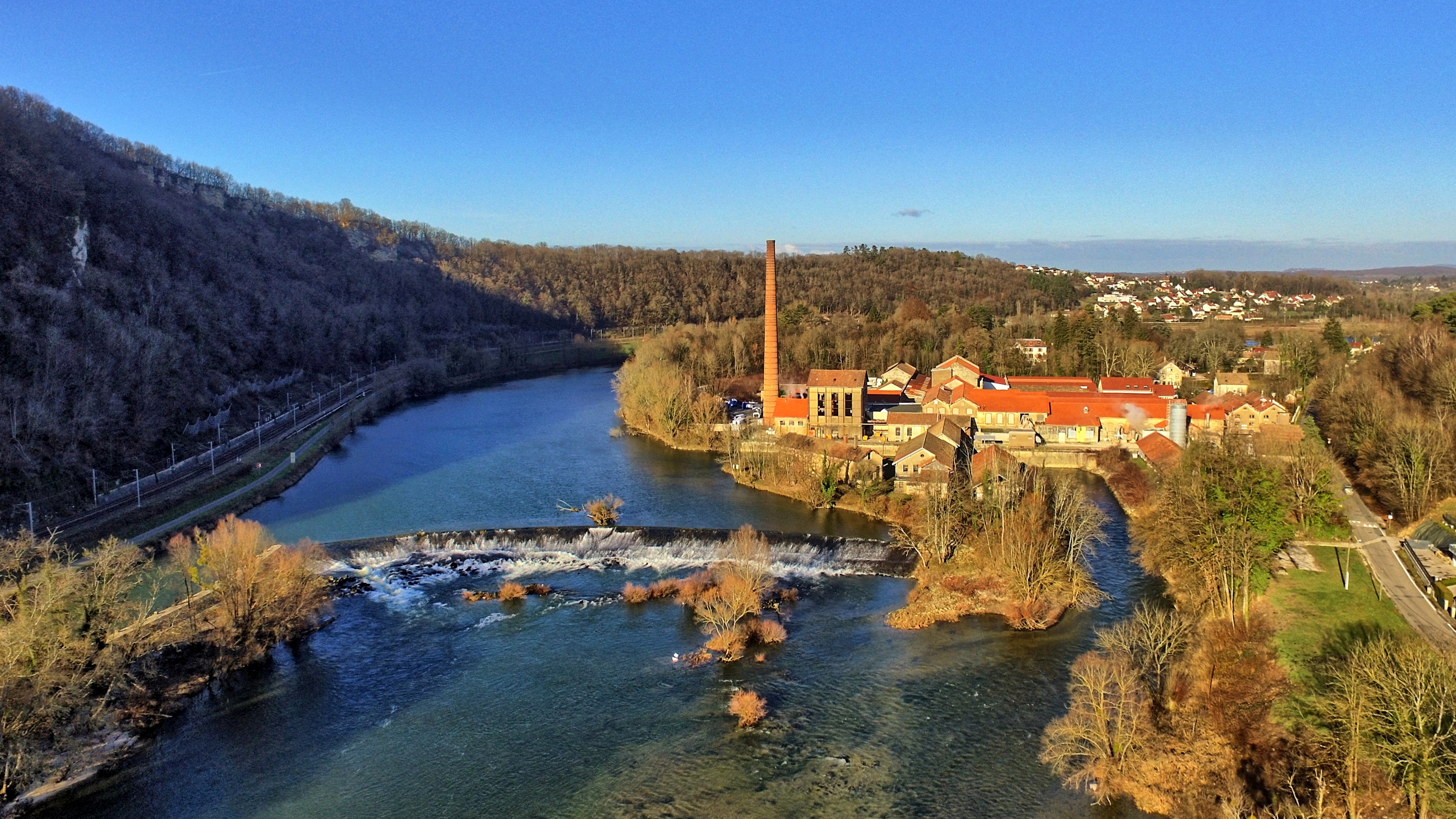
La papeterie et son barrage sur le Doubs.
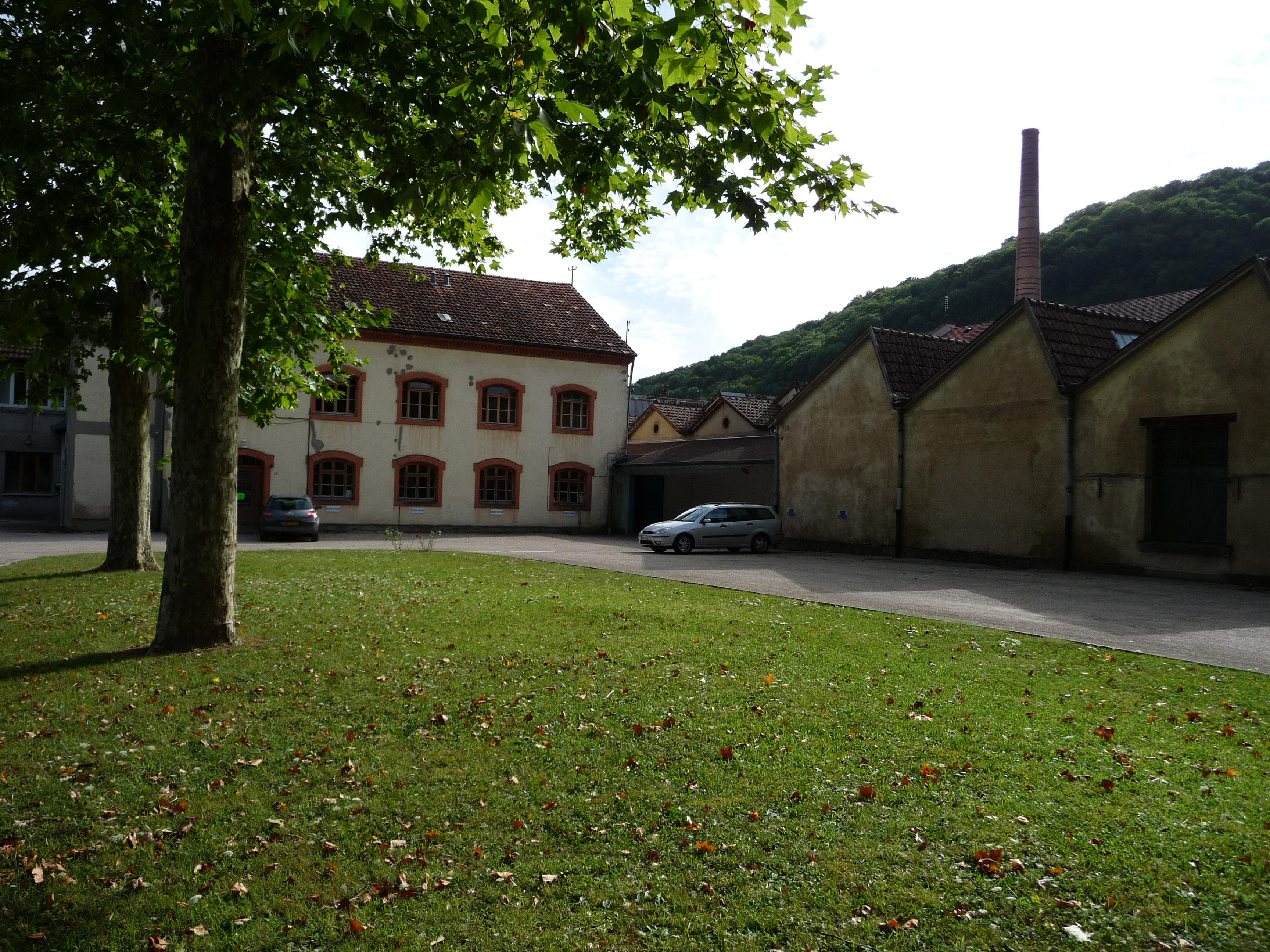
L'entrée de la papeterie en 2008.

## Personnalités liées à la commune
- Louis Borne (1872- inhumé au village en 1958) instituteur à Boussières de 1897 à 1933, érudit local, journaliste, écrivain. Ses travaux et écrits importants sur l'histoire locale et sur l’instruction populaire en Franche-Comté se sont révélés d'un grand intérêt scientifique :
  - Les sires de Montferrand, Thoraise, Torpes, Corcondray, aux XIIIe, XIVe et XVe siècles. Essai de généalogie et d'histoire d'une famille féodale franc-comtoise, Besançon, impr. Jacques et Demontrond, 1924 ;
  - Notre-Dame du Mont à Thoraise et sa confrérie du XVIe au XXe siècle, Besançon, impr. Jacques et Demontrond, 1939 ;
  - L'Instruction populaire en Franche-Comté avant 1792, Besançon, 1949-1953, 2 volumes.
- René Zuber (1902-1979), photographe, documentariste et écrivain.
- Jean-Charles Valladont, archer, médaillé d'argent aux Jeux olympiques de 2016. Il est le premier habitant du village à recevoir la médaille de citoyen d’honneur du village.
- Lieu de naissance du Pays, groupe de partage et de relations humaines.